# Simon Špilak
Simon Špilak (Tišina, 23 de junho de 1989) é um ciclista esloveno que corre para a equipe Team Katusha.

## Carreira
Ciclista de tempos adversos, ele é reconhecido pelas vitórias no Tour de Romandie, em 2010. E na inesperada vitória no Tour de Suisse de  2015.